# Frédéric Petit (tir à l'arc)
Pour les articles homonymes, voir Petit et Frédéric Petit.
Charles-Frédéric Petit est un archer français né le 6 mai 1857 à Carnières (Nord) et mort le 19 février 1947 à Caudry (Nord).

## Biographie
Frédéric Petit participe à deux épreuves de tir à l'arc aux Jeux olympiques d'été de 1900 à Paris, le tir au chapelet à 33 mètres et le tir au cordon doré à 33 mètres. Dans ces deux épreuves, il remporte la médaille de bronze.